# 崩御
崩御（ほうぎょ、旧字体：崩󠄁御）は、天皇、皇帝、国王（女王）等の君主や、太皇太后（太王太后）、皇太后（王太后）、皇后、上皇、上皇后、王妃などの死亡を表す最高敬語。
中国においては、主に『礼記』等にも見られる「駕崩」（がほう）の語が用いられる。
本項では、これらに準じる「薨去」（こうきょ）などについても扱っている。

## 解説
元々は中国起源の語であり、『礼記』曲礼下篇に「天子の死は崩（ほう）と曰（い）ひ、諸侯は薨（こう）と曰ひ、大夫（たいふ）は卒（そつ）と曰ひ、士は不禄（ふろく）と曰ひ、庶人は死と曰ふ」とある。中国歴代史書では、この死因の敬語はその人物の生前の功績を表すものとして重んじられ、
皇后や大夫の身分にあるものでも、不忠の臣であれば、庶人の礼として死を用いることもあった。例えば資治通鑑では晋の恵帝の皇后賈南風は生前淫乱で悪事をなしたということから、「賜賈后死于金墉城」（賈后に死を金墉城に賜う）と表現している。新聞記事等では日本国外の君主の死亡にも使うことがあった。
日本のマスメディアでは、一例として香淳皇后崩御（2000年〈平成12年〉6月16日）の際に読売新聞・産経新聞を除き「ご逝去」と表された。天皇の死以外には崩御の語を用いない場合もある。
また「お隠れになる」（おかくれになる）とも表現する。この表現が天皇についてのみ用いられる理由としては、以下の2説がある（これに限定しないかもしれないが未詳）。
- 日本神話において天皇は神の末裔であり、一般の人間とは異なる存在という思想背景があったためと解釈する説
- 天皇が太陽神の子孫であるという思想、即ち「天皇の死亡=太陽が雲に隠れる」から来ている説

「雲隠れ」についても、現在では単に姿をくらますという意味合いで用いられるが、元々は2番目の説に由来する語である。

## 現在
皇室典範第四條 　天皇が崩じたときは、皇嗣が、直ちに即位する。

### 概説
天皇の崩御に際しては、「大喪儀」が行われ、その内一つに、国の行事である事実上の国葬として「大喪の礼」（国事行為）が営まれる。天皇の崩御から追号が決められるまでの期間の天皇については、「大行天皇」（たいこうてんのう）と呼ばれる。
また、先帝祭は先帝崩御日に毎年斎行される大祭のことである。
なお、前述『礼記』が示す語義から、古代中国においては用いる語によって執筆者の正統観を表現するという筆法が見られる。具体的には、「崩御」と称せば「その人物が正統な天皇・皇帝であると認めた」ことを意味する、などである。たとえば西晋の陳寿は『三国志』を著した際、魏・蜀漢・呉のうち魏の君主のみに「崩」の語を用いることで、正統が魏にあることを示した。司馬光はそれを改めて、三国すべての君主の死を「殂」とした。

### 外務省・日本政府における用法
- 外国の国王・女王[2][3]、退位した国王[4]及び三后[5]、教皇[6]の死に用いる。

#### 外国政府・外国報道機関の使用例
2016年、タイ王国の国王ラーマ9世死去の際はタイ王室庁の文書の非公式日本語訳では「崩御」が、大使館のウェブサイトでは「ご逝去」が使用された。
2022年、イギリス・英連邦王国の女王エリザベス2世死去の際は駐日英国大使館は「崩御」を使用した。
2022年、前ローマ教皇（名誉教皇）のベネディクト16世帰天の際はBBCニュースでは「死去」を使用したが、バチカンニュースでは「帰天」と「逝去」が用いられ、日本の外務省（内閣総理大臣及び外務大臣による弔慰書簡）では台下「崩御」が用いられた。

## その他の皇族・高位の者など
律令制下においては、貴人の死を指し、「崩御」の他、皇太子や大臣などの死を意味する「薨御（こうぎょ）」、親王や三位以上の死を意味する「薨去（こうきょ）」、王や女王、四位・五位以上の死を意味する「卒去（しゅっきょ、そっきょ）」などの尊敬語が用いられた。
死に関する敬語としては他にも、「殂（そ）」・「殂落（そらく）」や「逝去（せいきょ）」などがある。「殂」「殂落」は崩御と同義の語だが、現代でほとんど使われない。
「逝去」も、本来は崩御や薨去に近い表現ではあるが、第二次世界大戦後、人を敬ってその死を表現する語として、この表現が広く一般に普及し定着したことから、今日の報道では皇族の死に対しても、便宜上こちらを「ご逝去」という形で使用している。貴人でない一般人の死に対する尊敬語・謙譲語である「死去」や、単に死の概念のみを表す「死亡」は使われない。

### 薨御
皇太子や大臣の死については、「薨御（こうぎょ）」の語を用いた。
日本政府では、海外の王太子など、皇太子相当の身位の場合は、後述の「薨去（こうきょ）」が用いられる場合がある。

### 薨去(こうきょ)
律令制下、皇族のうちの皇太子妃や親王・内親王、或いは、位階が三位（正三位・従三位）以上の者の死については、「薨去（こうきょ）」の語を用いた。外国の皇太子等元首に近い者の死についても同様の表記を用いる場合がある。明治の皇室典範制定以降は、三后を除いたすべての皇族の死に「薨去」を用いている（それ以前は親王宣下のない皇族の死は天皇の子といえども「御逝去」と表現された）。
また明治時代以降、現職の総理大臣が死亡した際にも薨去が使われることがある。1945年（昭和20年）の朝日新聞では、同盟国ドイツの元首であるアドルフ・ヒトラーの訃報に「ヒ総統薨去」の見出しを用い、外務省政務局の「世界情勢ノ動向」においても「『ヒットラー』総統薨去」の表現を用いている。
「薨去」は公文書においても皇族や外国の王族に対して使用される正式な表現であり、2011年（平成23年）10月22日の玄葉光一郎外務大臣による声明「スルタン・サウジアラビア王国皇太子薨去に際しての弔意メッセージ」や、2021年（令和3年）4月9日の「エディンバラ公フィリップ殿下薨去に際しての菅総理大臣及び茂木外務大臣による弔意書簡の発出」において薨去の語を用いている。しかし、日本マスコミ上では皇族が死亡した場合でも「薨」の漢字が常用漢字外である関係上、「ご逝去」などの表現が用いられることが多い。
また、外国君主であっても王より下の称号に対しては「薨去」が使われる。2020年（令和2年）9月30日の「サバーハ・アル・アハマド・アル・ジャービル・アル・サバーハ・クウェート国首長殿下の御薨去に関する菅内閣総理大臣の談話」や、2022年（令和4年）5月19日の「ハリーファ・アラブ首長国連邦大統領薨去を受けた岸田内閣総理大臣による弔意の記帳」は、首長（アミール）号を持つ君主に対して「薨去」の語を用いている。

### 卒去
皇族の内の王や女王、或いは、位階が四位（正四位・従四位）・五位（正五位・従五位）以上の者の死については、「卒去（そっきょ、しゅっきょ）」の語を用いた。（律令制下）

## 現代以降の皇室の崩御・薨去一覧
| 名               | 日                         | 没年齢        | 続柄                  | 陵墓       | 土葬・火葬の別 |
| ---------------- | -------------------------- | ------------- | --------------------- | ---------- | -------------- |
| 貞明皇后         | 1951年（昭和26年）5月17日  | 満66歳11か月  | 大正天皇后            | 多摩東陵   | 土葬           |
| 秩父宮雍仁親王   | 1953年（昭和28年）1月4日   | 満50歳        | 大正天皇第2皇男子     | 豊島岡墓地 | 火葬           |
| 高松宮宣仁親王   | 1987年（昭和62年）2月3日   | 満82歳        | 大正天皇第3皇男子     | 豊島岡墓地 | 火葬           |
| 昭和天皇         | 1989年（昭和64年）1月7日   | 満87歳        | 大正天皇第1皇男子     | 武蔵野陵   | 土葬           |
| 雍仁親王妃勢津子 | 1995年（平成7年）8月25日   | 満85歳        | 秩父宮雍仁親王妃      | 豊島岡墓地 | 火葬           |
| 香淳皇后         | 2000年（平成12年）6月16日  | 満97歳        | 昭和天皇后            | 武蔵野東陵 | 土葬           |
| 高円宮憲仁親王   | 2002年（平成14年）11月21日 | 満47歳10か月  | 三笠宮崇仁親王第3男子 | 豊島岡墓地 | 火葬           |
| 宣仁親王妃喜久子 | 2004年（平成16年）12月18日 | 満92歳11か月  | 高松宮宣仁親王妃      | 豊島岡墓地 | 火葬           |
| 寬仁親王         | 2012年（平成24年）6月6日   | 満66歳5か月   | 三笠宮崇仁親王第1男子 | 豊島岡墓地 | 火葬           |
| 桂宮宜仁親王     | 2014年（平成26年）6月8日   | 満66歳4か月   | 三笠宮崇仁親王第2男子 | 豊島岡墓地 | 火葬           |
| 三笠宮崇仁親王   | 2016年（平成28年）10月27日 | 満100歳10か月 | 大正天皇第4皇男子     | 豊島岡墓地 | 火葬           |
| 崇仁親王妃百合子 | 2024年（令和6年）11月15日  | 満101歳5か月  | 三笠宮崇仁親王妃      | 豊島岡墓地 | 火葬           |

## その他
- 『日本書紀』斉明天皇5年条（是歳）には、「犬が死人の腕をくわえて言屋（いふや）の社（島根県八束郡揖屋神社）に置いた。天子が崩御する前兆である」と記述され、付近には伊賦夜（いふや）坂があり、『古事記』にはこの坂を黄泉国とこの世をつなぐ「黄泉ツ比良坂」のことと説明される[20]。